# Chiusi della Verna
Chiusi della Verna és un municipi situat al territori de la província d'Arezzo, a la regió de la Toscana (Itàlia).
Limita amb els municipis de Bagno di Romagna, Bibbiena, Caprese Michelangelo, Castel Focognano, Chitignano, Pieve Santo Stefano, Poppi, Subbiano i Verghereto.
Pertanyen al municipi de Chiusi della Verna les frazioni de Biforco, Compito, Corezzo, Corsalone, Dama, Case Nuove, Frassineta, Gargiano, Giampereta, La Beccia, La Rocca, La Verna, Rimbocchi, Sarna, Val della Meta, Vallebona i Vezzano.

## Galeria fotogràfica

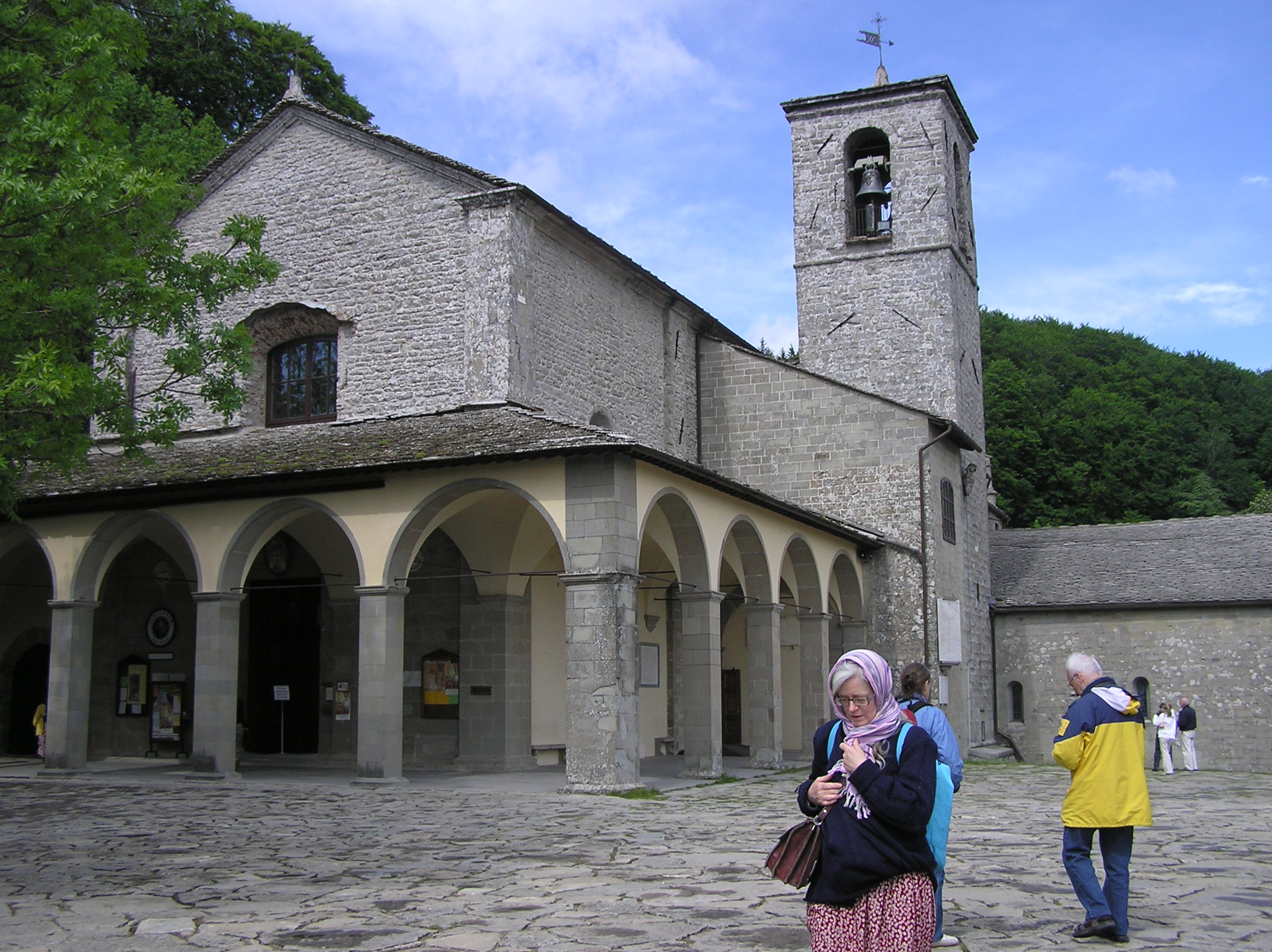
Santuari de La Verna